# Orthostigma sculpturatum
Orthostigma sculpturatum är en stekelart som beskrevs av Vladimir Ivanovich Tobias 1962. Orthostigma sculpturatum ingår i släktet Orthostigma och familjen bracksteklar. Inga underarter finns listade i Catalogue of Life.